# デジタルライフサポーターズネット
特定非営利活動法人デジタルライフサポーターズネット（略称：デジサポ）は、愛知県瀬戸市を拠点とする日本の特定非営利活動法人である。高齢者や子ども、地域団体を対象に、スマートフォン等の基本操作支援、情報モラルの啓発、地域団体のICT活用支援などを行う。

## 概要
2017年に設立。高齢者・初心者向けのスマートフォン講座や相談会、情報モラル講演、子ども向けプログラミング体験、地域団体のICT導入支援などを実施している。 また、文部科学省の「未来の学びコンソーシアム」に関連するイベントの告知が行われた実績がある。

## 歴史
- 2017年9月26日－愛知県の認証を受ける。[1]
- 2017年10月2日－法人設立登記。[6]

## 主な活動
- 高齢者等向けのスマートフォン講座・相談会、情報モラル啓発。[7][8][9][4]
- 子ども向けのプログラミング体験や、市民向けのスマホ支援人材育成（スマホコーチ等）の実施。[10][11][12]
- 防災に関する講座・啓発活動。取り組みの一部は第三者資料で紹介されている。[13]
- 地域団体・学区を対象に、地域活動のデジタル活用に関する講演会およびワークショップを実施。[14]
- デジタル活用支援（総務省事業に関連する地域講習の講師）。[15]

## 連携
- 愛知県が運営する「あいちデジタルヘルスコンソーシアム」に、コミュニティ会員として参画（会員一覧および名簿に記載）。[16][17]
- 瀬戸市情報政策課と協働による高齢者向けスマホ支援（「スマホ質問会」）。[9]

## 評価・紹介
- 愛知県が所管する生涯学習情報提供システム「学びネットあいち」に団体情報が掲載されている。[3]
- 尾張旭市の市民活動支援センターの団体紹介ページに掲載されている。[2]
- 文部科学省・総務省・経済産業省が連携する「未来の学びコンソーシアム」の公式サイトで、同法人が主催するイベント告知が行われた。[5]
- 名古屋市東区役所の公式サイトにおいて、同法人の講演会・ワークショップ開催記録が掲載された。[14]
- 地域紙『中日新聞』において、同法人の活動が紹介された。[4]
- 雑誌『@DIME』（小学館）に関連分野の記事が掲載された。[18]
- 地域コミュニティのポッドキャスト番組で活動紹介のインタビューが配信された。[19]